# Terry Erwin
Terry Lee Erwin (1º dicembre 1940 – St. Helena, 11 maggio 2020) è stato un entomologo statunitense.
Erwin ha frequentato il liceo di Vallejo e si è laureato in biologia nel 1964, dopodiché nel 1966 ha conseguito un master presso il San Jose State College (oggi San Jose State University).  Ha frequentato l'Università dell'Alberta per studiare i coleotteri carabidi con George Ball, conseguendo un dottorato di ricerca nel 1969 seguito da un periodo di post-dottorato ad Harvard con P. Jackson Darlington, Jr. Ha ottenuto un posto di entomologo presso lo United States National Museum (oggi Smithsonian Institution) ma si è preso un anno sabbatico per studiare i coleotteri carabidi all'Università di Lund con Carl H. Lindroth. 
Al suo ritorno nel 1971 Erwin fu incaricato di esaminare i coleotteri di Panama. Spruzzando pesticidi sulla canopia raccolse gli esemplari caduti e trovò 1.200 specie di coleotteri che vivevano sugli alberi della specie Luehea seemannii. Di queste 1.200 specie di coleotteri ha stimato che 163 si trovano solo sui Luehea seemannii e non in altre specie di alberi. Ci sono circa 50.000 specie di alberi ai tropici e i coleotteri costituiscono il 40% degli insetti e degli animali affini. Erwin ha stimato che ci sono circa il doppio delle specie di insetti e animali affini sugli alberi tropicali rispetto a quelli presenti sul terreno. Erwin è noto per la sua controversa estrapolazione di 30 milioni come numero totale di specie di artropodi.
Erwin è stato segretario della Society of Systematic Biologists dal 1973 al 1975 ed è stato il redattore capo di ZooKeys. Ha descritto oltre 20 generi e più di 400 specie di insetti e nel 2015 è commemorato con i nomi di 47 specie, due generi, una sottofamiglia e una sottospecie.
È morto l'11 maggio 2020.